# Discografia di Antonio Vivaldi

## Vivaldi edition (Opus 111/Naïve)

### Opere
- La verità in cimento (RV 739): Gemma Bertagnolli, Guillemette Laurens, Sara Mingardo, Nathalie Stutzmann, Philippe Jaroussky, Anthony Rolfe Johnson; Ensemble Matheus, Jean-Christophe Spinosi; Naïve OP30365 ('Choc' du Monde de la Musique - Recommandé par Classica)
- Tito Manlio (RV 738): Nicola Ulivieri, Karina Gauvin, Ann Hallenberg, Marfijana Mijanovic, Debora Beronesi, Barbara Di Castri; Accademia Bizantina, Ottavio Dantone; Naïve OP30413 (Gramophone CD of the Month - Amadeus 2007)
- Orlando furioso (RV 728): Marie-Nicole Lemieux, Jennifer Larmore, Veronica Cangemi, Blandine Staskiewicz, Philippe Jaroussky, Lorenzo Regazzo; Ensemble Matheus, Jean Christophe Spinosi; Naïve OP30393 (Victoire de la Musique - Gramophone Editor's Choice)
- L'Orlando finto pazzo (RV 727): Antonio Abete, Gemma Bertagnolli, Marina Comparato, Sonia Prina, Martin Oro, Marianna Pizzolato; Academia Montis Regalis, Alessandro De Marchi; Naïve OP30392 (Gramophone Editor's Choice)
- L'Olimpiade (RV 725): Sara Mingardo, Laura Giordano, Roberta Invernizzi, Sonia Prina, Marianna Kulikova, Riccardo Novaro; Concerto Italiano, Rinaldo Alessandrini; Naïve OP30316 (Diapason d'or, Recommandé par Classica)
- Griselda (RV 718): Marie-Nicole Lemieux, Veronica Cangemi, Simone Kermes, Philippe Jaroussky, Iestyn Davies, Stefano Ferrari; Ensemble Matheus, Jean Christophe Spinosi; Naïve OP30419 (Diapason d'or de l'année - 'Choc' du Monde de la Musique - Midem Classical Awards Best opera recording - BBC Music Magazine Award - 'Excepcional' de Scherzo)
- La fida ninfa (RV 714): Sandrine Piau, Veronica Cangemi, Marie-Nicole Lemieux, Lorenzo Regazzo, Philippe Jaroussky, Topi Lehtipuu, Sara Mingardo, Christian Senn; Ensemble Matheus, Jean-Christophe Spinosi; Naïve
- Atenaide (RV 702) Sandrine Piau, Vivica Genaux, Nathalie Stutzmann, Guillemette Laurens, Romina Basso, Paul Agnew, Stefano Ferrari; Modo Antiquo, Federico Maria Sardelli; Naïve OP30438
- Armida in campo d'Egitto (RV 699-A): Sara Mingardo, Marina Comparato, Furio Zanasi, Romina Basso, Martin Oro, Monica Bacelli, Raffaella Milanesi; Concerto Italiano, Rinaldo Alessandrini; Naïve OP30492
- La Senna Festeggiante (RV 693): Juanita Lascarro, Sonia Prina, Nicola Ulivieri; Concerto Italiano, Rinaldo Alessandrini; Naïve OP30339
- Arie per basso: Lorenzo Regazzo; Concerto Italiano, Rinaldo Alessandrini; Naïve OP30415
- Arie d'opera: Sandrine Piau, Ann Hallenberg, Paul Agnew, Guillemette Laurens; Modo Antiquo, Federico Maria Sardelli; Naïve OP30411
- Arie ritrovate: Sonia Prina; Accademia Bizantina, Ottavio Dantone; Naïve
- New discoveries: Romina Basso; Modo Antiquo, Federico Maria Sardelli; Naïve

### Musica sacra
- Vespri solenni per la festa dell'Assunzione di Maria Vergine: Gemma Bertagnolli, Roberta Invernizzi, Anna Simboli, Sara Mingardo, Gianluca Ferrarini, Matteo Bellotto; Concerto Italiano, Rinaldo Alessandrini; Naïve OP30383 (Gramophone award - 'Choc' du Monde de la Musique - Télérama 'ffff' - Recommandé par Classica - Timbre de platine, Opéra International)
- Stabat Mater: Sara Mingardo; Concerto Italiano, Rinaldo Alessandrini; Naïve OP30367 ('Choc' du Monde de la Musique)
- Mottetti (RV 629, 631, 633, 623, 628, 630): Anke Herrmann, Laura Polverelli; Academia Montis Regalis, Alessandro de Marchi; Naïve OP30340
- Juditha triumphans (RV 644): Magdalena Kožená; Marina Comparato, Maria Josè Trullu, Anke Hermann; Academia Montis Regalis, Alessandro de Marchi; Naïve OP30314 (Gramophone Editor's Choice - Diapason d'or - 'Choc' du Monde de la Musique)
- In furore, Laudate pueri & concerti sacri: Sandrine Piau, Stefano Montanari; Accademia Bizantina, Ottavio Dantone; Naïve OP30416 (Midem Classical Awards Best baroque recording - R10 de Classica-Répertoire)

### Concerti per strumenti a fiato
- Concerti per flauto traversiere (RV 432, 436, 429, 440, 533, 438, 438 bis, 427, 431): Academia Montis Regalis, Barthold Kuijken; Naïve OP30298
- Concerti per fagotto e oboe (RV 481, 461, 545, 498, 451, 501): Sergio Azzolini, Hans Peter Westermann; Sonatori de la Gioiosa Marca; Naïve OP30379
- Concerti per vari strumenti: Zefiro, Alfredo Bernardini; Naïve OP30409

### Concerti per strumenti
- Concerti per archi (RV 115, 120, 121, 129, 141, 143, 153, 154, 159): Concerto Italiano, Rinaldo Alessandrini; Naïve OP30377 (Gramophone CD of the month - Diapason d'or)
- Concerti di Dresda (RV 192, 569, 574, 576, 577): Freiburger Barockorchester, Gottfried von der Goltz; Naïve OP30283
- Concerti per violino La caccia (RV 208, 234, 199, 362, 270, 332): Enrico Onofri, Academia Montis Regalis; Naïve OP30417
- Concerti per violino Il Grosso Mogul (RV 208) e L'Inquietudine (RV 234): Davide Belosio, I Solisti Ambrosiani, Urania Records LDV 14067
- Concerti per violoncello I (RV 419, 410, 406, 398, 421, 409, 414): Christophe Coin; Il Giardino Armonico, Giovanni Antonini; Naïve OP30426
- Musica per mandolino e liuto (RV 532, 85, 425, 540, 82, 93): Rolf Lislevand, Ensemble Kapsberger; Naïve OP30429
- Concerti per violino II 'Di sfida' (RV 232, 264, 325, 353, 243, 368): Anton Steck; Modo Antiquo, Federico Maria Sardelli; Naïve OP30427
- Concerti per violoncello II

### Musica e cantate da camera
- Concerti da camera (RV 91, 99, 101, 90, 106, 95, 88, 94, 107): L'Astrée, Giorgio Tabacco; Naïve OP30394
- Concerti e cantate da camera, vol. I (RV 97, 104, 105, 671, 654, 670): Laura Polverelli; L'Astrée, Giorgio Tabacco; Naïve OP30358
- Concerti & cantate da camera, vol. II (RV 92, 100, 108, 651, 656, 657): Gemma Bertagnolli; L'Astrée, Giorgio Tabacco; Naïve OP30404
- Concerti & cantate da camera, vol. III (RV 87, 98, 103, 680, 682, 683): Laura Polverelli; L'Astrée, Giorgio Tabacco; Naïve OP30381
- Sonate da camera (RV 68, 70, 71, 77, 83, 86): L'Astrée, Giorgio Tabacco; Naïve OP30252

## Altra discografia

### Opere a stampa (edizioni integrali)
- 12 Sonate a tre op. I (integrale), Sonate RV 60, 70, 72, 83 e 43; Monica Huggett e E. Benjamin (violini) - Sonnerie; CPO / 2 CD 999 511-2 (1999)
- Sonate a tre op. I (integrale), Sonate per 2 violini op. IV nn. 5 e 6; Sonata per violino op. II n. 3, Sinfonia al santo sepolcro RV 169, Sonata al santo sepolcro RV 130, Concerto per archi RV 114; London Baroque; BIS / 2 CD 1025/1026 (2000)
- 12 Sonate per violino op. II (integrale); Fabrizio Cipriani (violino) - Ensemble Piano & Forte; NUOVA ERA / 2 CD 7136/37 (1994)
- Sonate per violin op. II; Fabrizio Cipriani (violino), Antonio Fantinuoli (violoncello), Antonio Frigè (clavicembalo), Ugo Nastrucci (tiorba); CANTUS / 2 CD C 9608/9 (1994)
- 12 Sonate per violino op. II; W. Reiter (violino) - Cordaria; SIGNUM / 2 CD SIGCD 014 (2000)
- Op. III L'Estro Armonico, 12 Concerti; I Virtuosi di Roma, R. Fasano (direttore); FALP / 685-687 (1962)
- L'Estro Armonico op. III; Academy of Ancient Music, C. Hogwood (direttore); OISEAU-LYRE / 2 CD D 245 D2 (1981)
- L'Estro Armonico op. III; I Musici di Roma; PHILIPS / 412-128-1 (1984)
- L'Estro Armonico op. III (integrale); The English Concert, T. Pinnock (direttore); ARCHIV PRODUKTION / 423 094-1 / ARCHIV PRODUKTION / CD 423 094-2 (1987)
- L'Estro Armonico op. III (integrale); I Solisti Italiani; DENON / 2 CD CO-72 719-20 (1988)
- L'Estro Armonico op. III (integrale); Orchestra da Camera Concerto, R. Gini (direttore); AMADEUS / 2 CD AMS 001/2 (1991)
- L'Estro Armonico op. III (integrale); I Virtuosi di Roma, R. Fasano (direttore); EMI CLASSICS FORTE / 2 CD 7243 5693762-8 (1996)
- L'Estro Armonico op. III; L'Europa Galante, F. Biondi (violino e direttore); VIRGIN VERITAS / CD 7243 5 45 315 2 1 (1998)
- L'Estro Armonico op. III; Accademia Bizantina, O. Dantone (direttore); ARTS AUTHENTIC / 2 CD 476464/7 (2002)
- L'Estro Armonico op. III (integrale); L'Arte dell'Arco, C. Hogwood e F. Guglielmo (direttori); CHANDOS / 2 CD CHAN 06889 (2002)
- L'Estro Armonico op. III: 12 concerti; Orchestra Conservatorio di Mantova e Aosta. Paolo Ghidoni, Giuseppe Santoro; WIDE CLASSIQUE / WCL121 (2008)
- La Stravaganza op. IV; I Solisti di Milano, A. Ephrikian (direttore); ARCOPHON AM65112 (1964)
- La Stravaganza op. IV (integrale); M. Huggett (violino), Academy of Ancient Music; OISEAU-LYRE-DECCA 417.502.1 / OISEAU-LYRE / CD 417.502.2 (1987)
- La Stravaganza op. IV (integrale); S. Standage (violino), The English Concert, T. Pinnock (direttore); DG / ARCHIV PRODUKTION / 2 CD 429-753-2 (1990)
- La Stravaganza op. IV (integrale); F. Agostini (violino), I Musici di Roma; PHILIPS / 2 CD 426 280-2 (1993)
- La Stravaganza op. IV (integrale); Ensemble Baroque de Nice, G. Bezzina (violino e direttore); PIERRE VERANY / CD PV 7930 42 (1993)
- La Stravaganza op. IV (integrale); I Solisti Italiani; DENON / 2 CD CO 75 889-90 (1995)
- La Stravaganza op. IV (integrale); Orchestra Aglaia, C. Barbagelata (violino e direttore); AMADEUS / 2 CD AMS 29-30 (1995)
- La Stravaganza op. IV (integrale); R. Podger (violino), L'Arte dei Suonatori; CHANNEL CLASSICS / 2 CD CCS 19598 (2002)
- 6 Concerti per violino op. VI (integrale), Concerto per violino The Cuckoo RV 335; Academy of Ancient Music, C. Hogwood (direttore); DECCA / CD 455 653-2 (2000)
- 12 Concerti op. VII (integrale); H. Schellenberger (oboe), I Solisti Italiani; DENON / 2 CD CO-75.498.99 (1993)
- Il Cimento dell'Armonia e dell'Inventione op. VIII; I Virtuosi di Roma, R. Fasano (direttore); ASD / 367-9 (1960)
- Il Cimento dell'Armonia e dell'Inventione op. VIII (integrale), Concerti RV 157, 441, 463, 484, Concerti da camera RV 104, 107, 92, 108, 105, 94 e 87; Concentus Musicus Wien, N. Harnoncourt (direttore); TELDEC / 3 CD 35777XD / 3 LP 6.35.777 (1989)
- Il Cimento dell'Armonia e dell'Inventione op. VIII (integrale), Concerti RV 546 e 516; M. Huggett (violino), Raglan Baroque Players, N. Kraemer (direttore); VIRGIN CLASSICS / 2 CD VCD 790803-2 (1990)
- Il Cimento dell'Armonia e dell'Inventione op. VIII (+ altri); nn. 1-4: L. Kaufman (violino), Concert Hall String Orchestra, H. Sbowoda (direttore) - nn. 5-12: Winterthur Orchester, C. Dahinden (direttore); DANTE/LYS/ 5CD 533-537 (1999)
- Il Cimento dell'Armonia e dell'Inventione op. VIII; Accademia Bizantina, O. Dantone (direttore); ARTS AUTHENTIC / 2 CD 47564/2 e 47565/2 (2000)
- Il Cimento dell'Armonia e dell'Inventione op. VIII; L'Europa Galante, F. Biondi (violino e direttore); VIRGIN CLASSICS / 2 CD VC 5 545 65 2 (2001)
- La Cetra op. IX (integrale); M. Huggett, A. Bury (violini), Raglan Baroque Players, N. Kraemer (direttore); EMI / CD 74 78298 / ANGEL / CD CDCB-47829 (1987)
- La Cetra op. IX (integrale); S. Standage (violino), Academy of Ancient Music, C. Hogwood (direttore); DECCA-OISEAU-LYRE / 2 CD 421 366-2 (1989)
- La Cetra op. IX (integrale); I Solisti Italiani; DENON / CD CO-79475-76 (1992)
- 6 Concerti per flauto traverso op. X; J. P. Rampal (flauto), Orchestre de Chambre de la Sarre, K. Ristenpart (direttore); Discophile Français, DF. J29 (Premier Grand Prix du Cercle Vivaldi de Belgique) - (1958)
- 6 Concerti per flauto traverso op. X (integrale); L. Beznosiuk (flauto), The English Concert, T. Pinnock (direttore); ARCHIV PRODUKTION / CD 423 702-2 (1988)
- 6 Concerti per flauto traverso op. X (integrale); P. Gallois (flauto e direttore), Orpheus Chamber Orchestra; DEUTSCHE GRAMMOPHON / CD 437 839-2 (1994)
- 6 Concerti per flauto traverso op. X (integrale); M. Conti (flauto), L'Offerta Musicale di Venezia, R. Parravicini (direttore); NUOVA ERA / CD 7192 (1995)
- 6 Concerti per flauto traverso op. X (integrale); K. Hünteler (flauto), Camerata of the 18th Century; MDG GOLD / CD 311 0640-2 (1996)
- 6 Concerti per flauto traverso op. X; D. Rothert (flauto e flauto dolce), Kôlner Kammerorchester, H. Müller-Brühl (direttore); NAXOS 8.551093 (2001)
- 6 Concerti op. XI (integrale); S. Ritchie (violino), F. de Bruine (oboe), The Academy of Ancient Music, C. Hogwood (direttore); OISEAU-LYRE / CD 436 172-2 (1994)
- 6 Concerti op. XII; F. Fantini (violino), I Solisti di Milano, A. Ephrikian (direttore); Voix de son Maitre CVB 2060 (Arcophon 683 Premier Grand Prix du Cercle Vivaldi de Belgique) - (1967)
- Il Pastor Fido op. XIII; H. Schellenberger (oboe), D. Geringas (violoncello), K. Stoll (contrabbasso), E. Krapp (clavicembalo); EURODISC / 203 388-425 (1982)
- 12 Sonate per violino RV 3, 6, 12, 17a, 22, 754, 755, 756, 757, 758, 759, 760 (manoscritto di Manchester, integrale); A. Manze (violino), M. North (arciliuto, tiorba, chitarra), J. Toll (clavicembalo); HARMONIA MUNDI FRANCE / 2 CD HMV 90 7089.90 (1993)
- 6 Sonates pour violoncelle; P. Tortelier, R. Veyron-Lacroix; ERATO / STE 50242 (LDE 3340, Premier Grand Prix du Cercle Vivaldi de Belgique) - (1965)
- Sonate per violoncello RV 39-47 (integrale); A. Pleeth (violoncello), S. Towb (secondo violoncello), R. Wooley (clavicembalo); ASV / 2 CD GAD 201 (1991)
- Sonate per violoncello RV 39-47 (integrale) e RV Anh. 1; J. Berger (violoncello), S. J. Bleicher (organo); ORFEO / 2 CD C251 912 H (1991)
- Sonate per violoncello RV 39-47 (integrale); D. Watkin (violoncello) e altri; HYPERION / 2 CD CDA 66881/2 (1995)
- Concerti per violoncello (integrale, in 4 volumi); R. Wallfisch (violoncello), City of London Sinfonia, N. Kraemer (clavicembalo, organo e direttore); NAXOS / 4CD separati 8.550907/08/09/10 (1995)
- 6 Concerti per viola d'amore RV 392-397 (integrale); C. Mackintosh (viola d'amore e direttore), Orchestra of the Age of the Enlightenment; HYPERION / CD CDA 66795 (1996)
- 5 Sonate per flauto RV 48-52 (integrale), Sonata per oboe RV 53, Sonata op. XIII n. 6 (di N. Chédeville); J.-C. Frisch (flauto) e altri; ADDA / CD 581 268 (1992)
- The Masterworks Antonio Vivaldi (40 CD Box); The English Concert, T. Pinnock (direttore), Drottningholm Baroque Ensemble, Concerto Italiano, R. Alessandrini (direttore), Musica ad Rhenum, Il Giardino Armonico, Holland Boys Choir, P. J. Leusink (direttore); BRILLIANT CLASSICS

### Cantate e serenate
- Cantate per contralto RV 677, 683, 684 e 685; R. Jacobs (controtenore), Il Complesso Barocco, A. Curtis (direttore); ARCHIV PRODUKTION / 2533.385 (1979)
- Cantata per soprano RV 651, Concerto per flautino RV 443, Sonata per due violini La follia op. I n. 12 + altri; E. Kirkby (soprano), M. Copley (flautino), Academy of Ancient Music, C. Hogwood (direttore); FOLIO SOCIETY / 2 CD FS 1007-8 (1981)
- Cantate per contralto e basso continuo RV 667, 670, 671, 674, 676 e 677; D. Lee Ragin (controtenore), V. de Hoogh (violoncello); C. Farr (clavicembalo); ETCETERA / 1069 (1989)

### Opere teatrali
- Farnace RV 711; Clarion Music Society Orchestra, N. Jenkins (direttore); VOCE 57 (1982)
- Catone in Utica (Atti 2 e 3); I Solisti Veneti, C. Scimone (direttore); ERATO / NUM 75 204 / 2 CD ERATO ECD 88 142 (1985)
- L'Incoronazione di Dario RV 719; Ensemble Baroque de Nice, G. Bezzina (direttore); HARMONIA MUNDI / HMC 1235/37 / CD HARMONIA MUNDI / HMC 90 1235/37 (1986)
- L'Olimpiade RV 725; Ensemble Vocal La Capella, Clemencic Consort, R. Clemencic (direttore); NUOVA ERA / 2 CD 6932/33 (1990)
- Motezuma (Opera pasticcio di Jean-Claude Malgoire); Ensemble Vocal, La Grande Ecurie et la Chambre du Roy, J. C. Malgoire (direttore); ASTREE AUDIVIS / 2 CD E 8501 (1992)
- La Griselda RV 718; Solistes Montpellier-Moscou, I. Pappas (clavicembalo), F. Fanna (direttore); ARKADIA / CD AK 112.3 (1994)
- Dorilla in Tempe RV 709-D; Choeur de l'Opera de Nice, Ensemble Baroque de Nice, G. Bezzina (direttore); PIERRE VERANY / 2 CD PV 974092 (1994)
- Farnace RV 711-D; Solisti dell'Orchestra Sinfonica di Graz, M. Carrano (direttore); NUOVA ERA / 2 CD CDL 145/2 (1996)
- La Fida Ninfa RV 714 (registrazione del 1964); Orchestra da Camera, Membri della Scala di Milano, R. Monterosso (direttore); DYNAMIC / 2 CD CDL 145/2 (1996)
- Il Teuzzone RV 736; Orchestra dell'Opera Barocca del Teatro di Guastalla, S. Volta (direttore); TACTUS / 3 CD TC 672280 (1996)
- Ottone in Villa RV 729; Ensemble Seicentonovecento, F. Colusso (direttore); BONGIOVANNI / 3 CD GB 10016/18-2 (1997)
- Ottone in Villa RV 729; Collegium Musicum 90, R. Hickox (direttore); CHANDOS CHACONNE / 2 CD CHAN 0614(2) (1998)
- La Silvia (ricostruzione di F. Delaméa); Ensemble Baroque de Nice, G. Bezzina (direttore); LIGIA DIGITAL / CD Lidi 02003090-00 (2000)
- Arsilda, Regina di Ponto RV 700; Modo Antiquo, F. M. Sardelli (direttore); CPO (2001)
- Farnace RV 711-D; Coro del Teatro de la Zarzuela, Le Concert des Nations, J. Savall (direttore); ALIA VOX / 3 CD AV 9822 A/C (2001)
- Il Giustino (RV 717): Francesca Provvisionato, Marina Comparato, Dominique Labelle, Geraldine McGreevy, Leonardo De Lisi, Laura Cherici; Complesso Barocco, Alan Curtis; VIRGIN CLASSICS / 2 CD 5 45518-2 (2001)
- Giustino RV 717; Alessandro Stradella Consort, E. Velardi (direttore); BONGIOVANNI / 4CD GB 2307/0-2 (2001)
- Catone in Utica RV 705; La Grande Ecurie et la Chambre du Roy, J. C. Malgoire (direttore); DYNAMIC / 2 CD CDS 403/1-2 (2001)
- Orlando furioso RV 728; Orchestra Sbor Camerata Nova, J. Kotouc 8direttore); STATNI OPERA PRAHA - SEZONA 2001/2002/ 3 CD (2001)
- Orlando (furioso) RV 728, Sinfonia del Farnace RV 711; Coro da Camera Italiano, F. M. Sardelli (direttore); AMADEUS / 2 CD AMS 078-79 (anno XIII n. 1) - (2002)
- Orlando furioso RV 728 (i personaggi sono indicati in quest'ordine: Orlando , Angelica, Alcina, Bradamante, Medoro, Ruggiero, Astolfo):
  - Marilyn Horne, Victoria de los Ángeles, Lucia Valentini-Terrani, Carmen Gonzales, Lajos Kozma, Sesto Bruscantini, Nicola Zaccaria; I solisti veneti, Claudio Scimone; ERATO ECD 88190 - (1978)
  - Marylin Horne, Susan Patterson, Kathleen Kuhlmann, Sandra Walker, William Matteuzzi, Jeffrey Gall, Kevin Langan; Orchestra a coro dell'Opera di San Francisco, Randall Behr; regia teatrale, scene e costumi di Pier Luigi Pizzi (ripresa da Ugo Tessitore), regia televisiva di Brian Large; DVD ArtHaus-Musik - (1990)
- Tito Manlio RV 738, Sinfonia per archi RV 112; Modo Antiquo, F. M. Sardelli (direttore); AMADEUS / 2 CD AMS 086-087 (2003)
- Bajazet RV 703; Europa Galante, F. Biondi (direttore); VIRGIN (2004)
- Motezuma RV 723 (con musiche di A. Ciccolini); Il Complesso Barocco, A. Curtis (direttore); ARCHIV (2006)

## Arie singole o estratti d'opera
- Arie per soprano (da opere diverse) + altri; M. Caballé (soprano), M. Zanetti (pianoforte); DECCA SXLR 6936 / DECCA EA 29.394 (1980)
- Aria Un certo non so che RV 700 e Cantata RV 675 + altri; T. Berganza (contralto), R. Requejo (pianoforte); DEUTSCHE GRAMMOPHON / DG 2531.192 (1980)
- 14 Arie dall'opera Orlando furioso RV 728; M. Horne (mezzosoprano), Coro Amici della Polifonia, I Solisti Veneti, C. Scimone (direttore); RCA / ZL 30.719 AS (1980)
- Arie (da opere diverse); C. Bartoli (mezzosoprano), Il Giardino Armonico; DECCA / CD 466 569-2 (1999)
- Arie (da opere diverse), Concerti per liuto RV 93, Concerto per flautino RV 443; C. Bartoli (mezzosoprano), Il Giardino Armonico, G. Antonini (flautino e direttore); ARTHAUS MUSIK / DVD 100 228 2001/2 (2001)
- Arie (da opere diverse), Concerto per due trombe RV 537; Wasa Baroque Ensemble, G. Bania e E. H. Tarr (direttore): NAXOS / 8.555099 (2002)
- Arie (da opere diverse), Concerti RV 520 (ricostruzione di A. Chandler), 551, 553, 564, 575 e 95; M. Lawson (soprano), La Serenissima, A. Chandler (violino e direttore); AVIE / CD AV0031 (2003)
- Soprano Arias (from Juditha Triumphans RV 644 & Il Giustino RV 717) & Concertos (Il Grosso Mogul RV 208, L'Inquietudine RV 234, Concerto per liuto RV 93, Concerti per viola d'amore RV 392, RV 394); soprano Tullia Pedersoli, violino Davide Belosio, I Solisti Ambrosiani; Urania Records / LDV 14067 (2021)